# Zellwiller
Zellwiller je občina v departmaju Bas-Rhin francoske regije Alzacija.
Leta 1990 je v občini živelo 675 oseb oz. 77 oseb/km².